# Sundhedsvæsenets Patientklagenævn
Sundhedsvæsenets Patientklagenævn, også blot kaldet Patientklagenævnet, var et patientklagenævn, der hørte under Sundhedsministeriet, og som behandlede klager over det danske sundhedsvæsen og dets ansatte.
Det blev nedlagt 1. januar 2011, da området blev overført til Patientombuddet
Nævnet kunne behandle klager over følgende faggrupper:
- Ambulancebehandlere
- Apotekere
- Apoteksbestyrere
- Apoteksmedhjælpere
- Beskæftigelsesvejledere
- Bioanalytikere
- Defektricer
- Diakoner og diakonisser
- Ergoterapeuter
- Farmaceuter
- Farmakonomer
- Fodterapeuter
- Fysioterapeuter
- Grønlandske sundhedshjælpere (fødselshjælpere)
- Grønlandske tandplejere
- Handicaphjælpere
- Hjemmehjælpere
- Jordemødre
- Kiropraktorer
- Kliniske diætister
- Kliniske farmaceuter
- Kliniske farmakonomer
- Kliniske tandteknikere
- Laboranter
- Læger
- Omsorgsmedhjælpere
- Optikere
- Plejehjemsassistenter
- Psykologer
- Psykoterapeuter
- Radiografer
- Social- og sundhedsassistenter
- Social- og sundhedshjælpere
- Sundhedsplejersker
- Sygehjælpere
- Sygehusapotekere
- Sygehusapoteksbestyrere
- Sygehusfarmaceuter
- Sygehusfarmakonomer
- Sygepassere
- Sygeplejere (plejere)
- Sygeplejersker
- Tandlæger
- Tandplejere

## Eksterne kilder, links og henvisninger
- Bekendtgørelse om persongrupper inde for sundhedsvæsenet, der er omfattet af Sundhedsvæsenets Patientklagenævns virksomhed